# Masters Of Chant Barnes & Noble Edition
Masters of Chant Barnes And Noble Edition – album Gregorian, wydany w 2008 roku. Zawiera największe przeboje grupy oraz wcześniej niepublikowany utwór. Dostępny tylko w sklepie Barnes and Noble (USA).

## Lista Utworów
1. "Brothers in Arms" - 5:18
2. "Tears In Heaven" – 4:43
3. "Wish You Were Here" - 4:29
4. "Moment Of Peace" - 4:05
5. "Close My Eyes Forever" - 5:09
6. "Angels" - 4:50
7. "Bridge Over Troubled Water" - 4:53
8. "Sacrifice" - 4:51
9. "Only You" - 3:56
10. "Be" - 5:28
11. "Heroes" - 4:50
12. "Hymn" - 5:15
13. "Sadeness Part 1" (Previously Unreleased) - 4:51